# Dmytro Tołkunow
Dmytro Mykołajowycz Tołkunow, ukr. Дмитро Миколайович Толкунов (ur. 27 maja 1979 w Kijowie, Ukraińska SRR) – ukraiński hokeista, reprezentant Ukrainy, olimpijczyk.

## Kariera
- Sokił Kijów (1995/1996)
- SzWSM Kijów (1995/1996)
- Gatineau Olympiques (199)
- Beauport Harfangs (1996-1997)
- Quebec Remparts (1997-1999)
- Cleveland Lumberjacks (1999-2000)
- Norfolk Admirals (2000-2003)
- Łokomotiw Jarosław / Łokomotiw Jarosław 2 (2003)
- Amur Chabarowsk (2003-2004)
- Sibir Nowosybirsk (2004)
- Amur Chabarowsk (2004-2005)
- Mietałłurg Nowokuźnieck (2005-2006)
- Berkut Browary (2006)
- Dynama Mińsk (2006-2008)
- Sokił Kijów (2008-2009)
- Junost' Mińsk (2009-2010)
- Ferencvárosi TC (2010)
- Donbas Donieck / Donbas Donieck 2 (2010-2012)
- Sokił Kijów (2012-2013)
- Biłyj Bars Biała Cerkiew (2013-2014)
- ATEK Kijów (2015)
- Generals Kijów (2015-2016)
- Biłyj Bars Biała Cerkiew (2017-2017)
- CS Progym Gheorgheni (2017)

Wychowanek Sokiłu Kijów. W 1996 został wybrany w drafcie do kanadyjskich rozgrywek juniorskich CHL przez klub Gatineau Olympiques. W jego barwach, a następnie w składzie zespołów Beauport Harfangs i Quebec Remparts, grał przez trzy sezony w lidze QMJHL w ramach CHL. Od 1999 do 2000 grał w amerykańskim klubie Cleveland Lumberjacks w lidze IHL, a od 2000 do 2003 w zespole Norfolk Admirals w lidze AHL. Po powrocie do Europy występował w Superlidze rosyjskiej, ekstralidze białoruskiej, MOL Liga, rosyjskiej WHL, lidze ukraińskiej. Od 2015 zawodnik ATEK Kijów. W 2015 zdobył z klubem złoty medal mistrzostw Ukrainy. Od sierpnia 2015 zawodnik Generals Kijów. Od września do listopada 2017 zawodnik rumuńskiego klubu CS Progym Gheorgheni.
Wielokrotny reprezentant kraju w juniorskich kadrach i seniorskiej reprezentacji. W kadrach juniorskich uczestniczył w turniejach mistrzostw Europy do lat 18 w 1995 (Grupa C), 1997 (Grupa A), mistrzostw świata juniorów do lat 20 w 1996 (Grupa A), 1997 (Grupa B). W kadrze seniorskiej uczestniczył w turniejach zimowych igrzysk olimpijskich 2002 oraz mistrzostw świata 2002, 2004, 2005 (Elita), 2010 (Dywizja I).

## Sukcesy
Klubowe
- Trophée Jean Rougeau: 1998, 1999 z Quebec Remparts
- Mistrzostwo dywizji AHL: 2002, 2003 z Norfolk Admirals
- Frank Mathers Trophy: 2002, 2003 z Norfolk Admirals
- Złoty medal mistrzostw Białorusi: 2007 z Dynama Mińsk, 2010 z Junostią Mińsk
- Złoty medal mistrzostw Ukrainy: 2009 z Sokiłem Kijów, 2011 z Donbasem Donieck, 2012 z Donbasem 2 Donieck, 2015 z ATEK Kijów
- Brązowy medal mistrzostw Ukrainy: 2013 z Sokiłem Kijów
- Srebrny medal mistrzostw Ukrainy: 2014 z Biłyjem Barsem Biała Cerkiew, 2016 z Generals Kijów

Indywidualne
- QMJHL 1998/1999: drugi skład gwiazd turnieju
- Mistrzostwa Świata w Hokeju na Lodzie 2010/I Dywizja#Grupa A: piąte miejsce w klasyfikacji kanadyjskiej wśród obrońców turnieju: 4 punkty[4]
- Mistrzostwa Ukrainy w hokeju na lodzie (2013/2014): najlepszy obrońca sezonu[5]